# 伊斯兰历
伊斯兰曆又稱回曆、回回曆、希吉来曆，以伊斯蘭教先知穆罕默德由麥加出走至麥地那的公元622年為元年，是世界穆斯林所通用的曆法。由於穆罕默德遷徙至麥地那的事件被稱作希吉来，伊斯蘭曆在表示年份的時候以此為基準，表達該年是在希吉来之前或之後的多少年，例如公元2007年對應的伊斯蘭曆1427年，就是指希吉来後的第1427年。
伊斯兰曆是纯阴曆，也是現今唯一仍獲廣泛使用的陰曆。月亮圓缺一次就是一個月，一年有12個月，不設閏月。每30年就有11年是閏年，平年354天，閏年則有355天。鑑於陰曆的每個月只有29至30日，陰曆的一年比陽曆少11至12天，所以伊斯蘭曆每年的月份和節日都在格里曆的不同日子上。許多穆斯林都出於宗教目的而採用伊斯蘭曆，但在一般事宜上都常用格里曆。
使用伊斯蘭曆可被視為是伊斯蘭國家、社會及文明的象徵。在政治上，採納伊斯蘭曆反映政府提倡伊斯蘭價值觀，推動伊斯蘭文化認同感。相反，棄用伊斯蘭曆或許是轉向世俗化、拋棄伊斯蘭教傳統的政策。

## 名称
伊斯蘭教在唐初傳入中國，稱穆斯林為「回」，其天文學則在宋朝初期傳入。回回是回紇、回鹘的音轉和俗寫，指稱葱嶺一帶信奉伊斯蘭教的民族，故他們的曆法又被稱為回回曆、回曆。到元朝時，西域人札馬魯丁撰寫《萬年曆》，並獻給忽必烈，忽必烈下令頒行，故元代的回回曆就是指萬年曆。元初契丹大臣耶律楚材在稱讚回鶻曆法時稱之為「西域曆」。清代稱回曆為「土盤」。
1956年，中华人民共和国国务院下發通知，認定伊斯蘭教是國際通用的名稱，中文學術上多把回曆稱作伊斯蘭曆、伊斯蘭教曆。按照阿拉伯語可譯作希吉來曆或希吉拉曆，該詞可意譯為「徙志」，故又可稱徙志曆。
阿拉伯曆分為太陽曆和太陰曆，太陽曆是指以日為中心的曆法，而太陰曆則以月為中心，其中的太陰曆就是伊斯蘭曆。波斯曆是太陽曆法，即以太陽行經十二宮一周為一年，與伊斯蘭曆不一樣。

## 历史
在伊斯蘭教出現之前，鑑於宗教和祭祀用途，古阿拉伯人也採用陰曆，但置閏。根據學者伊斯梅爾·浦那瓦拉解釋，陰曆的每個月份只有29至30天，因此陰曆的一年比起陽曆的365天少，為了使陰曆的月份對得上陽曆的季節，古阿拉伯曆法每兩至三年就會置一個閏月。在伊斯蘭教先知穆罕默德在世的兩個世紀之前，許多阿拉伯人受到猶太人的影響，開始使用陰陽曆。
穆罕默德在約613年開始傳教，遭到當時統治麥加的古莱什部落迫害。他在622年與信眾一起遷徙至當時稱為雅茲里布的麥地那，此事被稱為希吉拉。穆罕默德在麥地那接收的一段《古蘭經》經文明確禁止了置閏月的做法：「依真主的判斷，月數確是十二個月……	展緩禁月，適足以增加迷信，不信道的人們，因此而迷誤。他們今年犯禁，明年守禁，以便符合真主所禁的月數，而犯了真主所禁的月份；他們為自己的惡行所迷惑。真主是不引導不信道的民眾的。」因此，伊斯蘭曆成為純陰曆。
據大部分學者所述，在穆罕默德逝世六年後，哈里發歐麥爾·本·赫塔卜出於行政的用途而推行伊斯蘭曆。據說，歐麥爾有一天收到的文件上有「舍爾邦月」一詞，但他不知道那是指上一年還是今年的舍爾邦月，於是他召集了同仁商討釐定日期的辦法。另有一個說法指是巴士拉的官員搞不清楚哈里發命令所指的日期，因而提請哈里發澄清。穆罕默德的女婿阿里認為希吉拉代表了伊斯蘭教成形和踏入新時代，建議把先知遷至麥地那後的那一年定為伊斯蘭曆的第一年，歐麥爾予以採納。至於以哪一個月份為起始，有人建議賴比爾·敖外魯月，那是先知開始遷徙至麥地那的月份，另一些人則建議穆哈蘭姆月，最終歐麥爾決定始自穆哈蘭姆月，因為那是聖月，也是人們朝聖返途的時候。
穆斯林在7世紀擴張，把伊斯蘭曆帶進埃及和波斯。在分別統治印度和安納托利亞的莫臥兒帝國及奧斯曼帝國，伊斯蘭曆也是確定和編排日期的主要方式。雖然如此，出於行政和農業上的需要，中世紀的穆斯林同時也會使用當地的陽曆和固定曆，例如埃及曆法、儒略曆及波斯曆。安達盧西亞、中亞及印度的穆斯林保留他們的傳統曆法。伊斯蘭曆在元朝時傳入中國，並隨著伊斯蘭教在13至16世紀的傳播而傳入東南亞。
1584年，莫臥兒帝國皇帝阿克巴以陽曆算法的法斯利曆取代了伊斯蘭曆，而17世紀初統治爪哇的蘇丹阿貢卻採納伊斯蘭曆法。18世紀的奧斯曼帝國採納了儒略曆為陽曆，但在宗教事宜上繼續使用伊斯蘭曆。在1870年的埃及，隨著南歐的勞工湧入和西歐的干預，伊斯蘭曆的使用開始式微。土耳其在1927年1月1日正式淘汰了伊斯蘭曆，使用格里曆作為日曆。

## 年份
伊斯蘭曆沒有0年，1年始自儒略曆622年7月16日，選擇這一天讓這種陰曆可以無縫接軌舊有的陰陽曆。伊斯蘭曆以此為起點，定位前後的年份，例如穆罕默德是在伊斯蘭曆前54年（公元570年）出生，伊斯蘭曆3年逝世（公元625年）。伊斯蘭曆的一年只有354天，因此在基督教日曆上的一年可能會有兩個伊斯蘭曆的新年。伊斯蘭曆每度過33.5年就等於格里曆的32.5年，也即是說伊斯蘭曆每33.5年就會比格里曆多出一年。伊斯蘭曆每度過32.5年，每個月份都會穿越了陽曆的四季。

### 閏年
伊斯蘭曆以30年為一個周期，其中19年是平年，11年是閏年，平年354天，閏年355天。閏年多出來的那一天加在第12個月。伊斯蘭曆的每個月平均長29天12小時44分鐘，設置閏年便是為了補回這44分鐘。閏年的推算方法是把伊斯蘭曆紀元除以30，得出的餘數凡屬2、5、7、10、13、16、18、21、24、26、29就是閏年。以伊斯蘭曆1387年（公元1967至1968年）為例﹐把1387年除以30，可以得知那一年屬於第46個30年周期：
{\displaystyle {\frac {1387}{30}}=46.2333}
而1387年在這30年周期裡是第5年：
{\displaystyle 1387-46(30)=5}
5在上述的餘數當中，因此伊斯蘭曆1387年是閏年。
不過，伊本·拉班、穆罕默德·伊本·易卜拉欣·法扎里、伊本·艾達比、哈巴什·哈西卜等穆斯林天文學家在計算閏年上的做法略有不同，部分人會把周期裡的第15年、第19年、第27年及第30年視作閏年，而非第16年、第18年、第26年及第29年。屬於分支達吾德布哈里派的穆斯林則以周期的第2、5、8、10、13、16、19、21、24、27及29年為閏年。

### 换算
要得粗略知公元年份（AD）所對應的伊斯蘭曆年份（AH），只需把公元年份減去622年，但由於伊斯蘭曆的年份比公元少11天，得出的答案並不精準，要更加精準地計算要用到以下算式：
{\displaystyle AH=AD-622+{\frac {AD-622}{32}}}
反過來要得知伊斯蘭曆年份對應的公元年份則用以下算式：
{\displaystyle AD=AH+622-{\frac {AH}{33}}}

## 月份
在伊斯蘭曆裡，每年有12個月。每個月始自初見新月，直至下一次新月出現為止。月份不設閏月，但設閏日。現代伊斯蘭天文學家採用月份有固定天數的日曆，除了閏年的最後一一個月份，單數月份為「大建」，有30天，雙數月份則為「小建」，有29天，每個月的平均時長是29天12小時44分鐘3秒。各個月份的名字沿襲了伊斯蘭教出現之前的阿拉伯曆法，但《古蘭經》規定了以月相測量日期，因此不再像猶太曆那樣置閏月使月份能夠匹配季節。第一、第七、第十一及第十二個月是聖月，禁止打鬥。
| #  | 名称            | 阿拉伯语     | 羅馬化           | 含义                                                                                  |
| -- | --------------- | ------------ | ---------------- | ------------------------------------------------------------------------------------- |
| 1  | 穆哈兰姆月      | محرم         | Muḥarram         | 「聖月」。早在伊斯蘭教出現之前的蒙昧時代，阿拉伯人已經禁止在這個月打鬥。              |
| 2  | 色法尔月        | صفر          | Ṣafar            | 「空月」。可能是因為阿拉伯離家參戰，住所空無一人。                                    |
| 3  | 賴比兒·敖外魯月 | ربيع الأول   | Rabi' al-ʾAwwal  | 第一个春月。命名時處於春季。                                                          |
| 4  | 賴比兒·阿赫爾月 | ربيع الثاني  | Rabi' ath-Thānī  | 第二个春月。                                                                          |
| 5  | 主马达·敖外鲁月 | جمادى الأولى | Jumadā al-ʾAwwal | 第一个乾月。據法國學者阿爾芒-皮埃爾·科桑·戴佩瑟瓦爾所述，阿拉伯在此時的氣候乾燥少雨。 |
| 6  | 主馬達·阿赫爾月 | جمادى الثاني | Jumādā ath-Thānī | 第二个乾月                                                                            |
| 7  | 赖哲卜月        | رجب          | Rajab            | “问候月”。這個月份受到蒙昧時代的阿拉伯人尊崇。                                        |
| 8  | 舍尔邦月        | شعبان        | Šaʿbān           | “分配月”。古阿拉伯人在此時外出四散，尋找水源。                                        |
| 9  | 赖买丹月        | رمضان        | Ramaḍān          | “热月”（斋戒月）。命名時處於炎熱的季節。                                              |
| 10 | 闪瓦鲁月        | شوال         | Šawwāl           | “猎月”。狩獵的季節。                                                                  |
| 11 | 都尔喀尔德月    | ذو القعدة    | Ḏū al-Qaʿdah     | “休息月”。古阿拉伯人休戰的月份。                                                      |
| 12 | 都尔黑哲月      | ذو الحجة     | Ḏū al-Ḥijjah     | “朝圣月”。人們在這個月份到麥加朝聖。                                                  |

### 斋月
賴買丹月是伊斯蘭曆的第九個月，它是伊斯蘭教最重要的一個月份，因為穆罕默德是在這個月份受啟成為先知。所有成年人都需要在這個月份的日間齋戒。由於陰曆的月份比陽曆短，所以在格里曆上，每年的賴買丹月會在比上一年早11至12日開始，例如大部分美國穆斯林在2004年10月16日開始齋戒，但到2005年則在10月5日開始。賴買丹月每33年就會完全遊經四季，在不同的緯度，日照的長度不一，故齋戒的長短也會不一樣。

#### 望月
在早年，每個月份的天數並不一致，需要觀測得到新月才能確認新一個月份的到來。《古蘭經》有云：「新月是人事和朝覲的時計。」先知穆罕默德亦指齋月的開始和結束應以新月為準，他解釋稱這是最直觀的方法，不需要曆法運算。學者賈薩斯認為先知規定了確認賴買丹月來臨的方法只有一個，那就是肉眼觀測得到新月。如果受到不利的氣候條件影響而未能在舍爾邦月的29日觀測得到新月，那麼舍爾邦月就會延長到30日。同理，賴買丹月的天數可能是29天或30天，無法預先得知其始終。不過，通過天文計算的伊斯蘭曆法把賴買丹月的天數定為30天。
天文計算能更準確地推算新月出現的時間，部分學者支持採用這種方法，但遜尼派四大法學學派認為肉眼觀測是宗教義務。當今的穆斯林結合兩者來應用，除了肉眼觀測，亦會推算新月出現的日子和肉眼觀測的可能性，例如印尼在1992年派遣了官員到各地觀測新月以確定開齋節的日期，但由於沒有人成功看到新月，印尼宗教事務部決定依據天文計算的結果把齋月定為4月4日結束。

## 日期
伊斯蘭曆的一年有354天或355天，平年354天，閏年355天。可能是源自舊有的傳統，伊斯蘭曆的一天始於日落，直至翌日的日落。穆斯林同樣把一天分為24小時。

### 星期
伊斯兰教历的星期，使用七曜（日、月、火、水、木、金、土）法（与日本相同），逢金曜即阳历的星期五为“主麻日”，穆斯林在这一天举行“聚礼”。
| 中文   | 阿拉伯文     | 转写            | 含义                             |
| ------ | ------------ | --------------- | -------------------------------- |
| 星期日 | يوم الأحد    | Yaum al-aḥad    | 第一天                           |
| 星期一 | يوم الإثنين  | Yaum al-iṯnain  | 第二天                           |
| 星期二 | يوم الثلاثاء | Yaum aṯ-ṯulāṯāʾ | 第三天                           |
| 星期三 | يوم الأَرْبعاء | Yaum al-arbiʿāʾ | 第四天                           |
| 星期四 | يوم الخَمِيس   | Yaum al-ḫamīs   | 第五天                           |
| 星期五 | يوم الجُمْعَة   | Yaum al-ǧumʿa   | 主麻日，穆斯林在这一天「聚禮」。 |
| 星期六 | يوم السَّبْت    | Yaum as-sabt    | 第七天                           |

### 节日
伊斯蘭教最重要的两个節日一个是都爾黑哲月第十天的宰牲節（古尔邦节），是麥加朝覲的日子，另一个是閃瓦魯月第一天的開齋節（肉孜節），標誌著賴買丹月（斋月）的結束。由于伊斯兰历每年比回归年短10.8756日，因此伊斯兰历的节日常常在公历的不同月份，不同季节举行。
由於伊斯蘭曆每年比陽曆的格里曆（公曆）少約11天，加上其純陰曆的特性，因此以公曆的角度來看，基於伊斯蘭曆的任何一個節日都可能位於公曆的任何一個月，而與其他曆法中的節日不同（比如農曆新年雖然在公曆中的日期並不固定，但可以確定一定是在每年公曆的1月或者2月）。以開齋節為例，2020年在公曆5月，而2023年會來到4月，2025年來到3月，2028年來到2月，2031年來到1月，而之後再次來到公曆1月則需要到2063年。
另外以公曆計算的國家可能會出現一年慶祝兩次的情況，一次在公曆1月，另一次則在12月。比如新加坡以開齋節和古爾邦節為公共假期，分別每隔32至33年便會在一个公历年內慶祝兩次（但並不存在兩個節日在同一年裡同時慶祝兩次的情況，因為兩個節日並非緊鄰），例如1968年和2000年的開齋節、2006年的古爾邦節，使新加坡人在上述年份多享受1天的公共假期。
| 日期             | 名称             | 说明                                         |
| ---------------- | ---------------- | -------------------------------------------- |
| 1月1日           | 新年             |                                              |
| 1月10日          | 阿舒拉节         |                                              |
| 3月12日          | 圣纪节（逊尼派） | 亦称“聖忌節”，伊斯兰教创始人穆罕默德诞生之日 |
| 3月17日          | 圣纪节（什叶派） | 亦称“聖忌節”，伊斯兰教创始人穆罕默德诞生之日 |
| 7月27日          | 夜行登霄         |                                              |
| 8月15日          | 拜拉特夜         |                                              |
| 约9月27日        | 盖德尔夜         |                                              |
| 10月1日          | 開齋節           | 亦称“爾代節”或“肉孜节”                       |
| 12月8至 12月13日 | 去麦加朝觐       |                                              |
| 12月10日         | 古尔邦节         | 亦称“宰牲节”                                 |

## 註腳
1. 1 2 3  陈久金（1985年），第120页
2. ↑  吳學榮（2015年），第288页
3. ↑  金宜久（1997年），第623页
4. ↑  Janin & Kahlmeyer（2015年），第8页
5. ↑  赵克仁（2001年），第59页
6. ↑  Faulkner（2017年），第71页
7. ↑  季中扬 & 师慧（2018年），第63页
8. ↑  潘梦阳（1993年），第18页
9. ↑  Cohn（2007年），第154页
10. 1 2  Cornell（2006年），第21页
11. ↑  Saeed（2006年），第4页
12. ↑  Günther（2020年），第44页
13. ↑  Seddighi（2023年），第32页
14. ↑  Feener（2013年），第208页
15. ↑  Parsa（2000年），第136页
16. ↑  Stepan（2001年），第244页
17. ↑  徐连达（2003年），第407页
18. ↑  菅志翔（2017年），第71页
19. ↑  马建春（2008年），第264页
20. ↑  刘维新 & 钱伯泉（1998年），第288页
21. ↑  王慎荣，葉幼泉 & 王斌（1991年），第473页
22. ↑  陈久金（1996年），第93页
23. ↑  杨志玖（2015年），第288页
24. ↑  方豪（2008年），第405页
25. ↑  米寿江 & 尤佳（2004年），引言
26. ↑  渝人（1979年），第13页
27. ↑  陈进惠（1982年），第15页
28. ↑  佟洵（2003年），第103页
29. ↑  张绥（1985年），第188页
30. ↑  路秉杰 & 张广林（2005年），第20页
31. ↑  林之满 & 萧枫（2008年），第83页
32. ↑  赵开化（1992年），第473-474页
33. ↑  李紀祥（2013年），第132页
34. ↑  冯时（2011年），第214页
35. ↑  Zirinski（2005年），第36页
36. ↑  Al-Mannan（2008年），第9页
37. ↑  Shah（2009年），第4页
38. ↑  Macey（2013年），第316页
39. ↑  Bowering，Mirza & Crone（2013年），第219页
40. ↑  Scudder（1998年），第60页
41. ↑  Gibb & Kramers（2022年），第579页
42. ↑  Al-Azami（2020年），第vii页
43. ↑  Gibb & Kramers（2024年），第508页
44. ↑  Falāhī（2007年），第72页
45. ↑  Çakmak（2017年），第1129页
46. ↑  Abbas（2021年），第111页
47. ↑  Amajida（2025年），第63-64页
48. ↑  Rosenthal（1952年），第311页
49. ↑  Zohar（2013年），第243页
50. ↑  Crump（2016年），第38页
51. ↑  Blake（2013年），第47-48页
52. ↑  Meri（2005年），第196页
53. ↑  Meuleman（2005年），第197页
54. ↑  Orchiston & Vahia（2021年），第720-721页
55. ↑  Bowman（2000年），第362页
56. ↑  Robson（2021年），第vii页
57. ↑  Al-Mannan（2008年），第17页
58. ↑  Barak（2022年），第136页
59. ↑  Jenkins（2008年），第96-97页
60. ↑  Barber & Berdan（1998年），第94页
61. ↑  Stowasser（2014年），第15-16页
62. ↑  Drissner（2016年），第35页
63. ↑  Jenkins（2015年），第2页
64. ↑  Kıranlar（2015年），第1页
65. ↑  Rahman（2003年），第1页
66. ↑  Cohn（2007年），第14页
67. ↑  Seidelmann（1992年），第589-590页
68. ↑  Morgan（2009年），第120页
69. ↑  鄭天杰（1977年），第83页
70. ↑  Fuscha（2021年），第114页
71. ↑  Dershowitz & Reingold（2007年），第85页
72. 1 2  Robinson（2013年），第183页
73. ↑  Campo（2009年），第124页
74. ↑  佟洵，张连城 & 孙学雷（2006年），第98页
75. ↑  馮今源 & 鐵國璽（1991年），第120-121页
76. ↑  Hexham（2011年），第441页
77. ↑  Seidelmann & Urban（2013年），第607页
78. 1 2  Blake（2016年），第44页
79. ↑  Hewer（2014年），第111页
80. ↑  Drissner（2016年），第389页
81. ↑  中国大百科全书总编辑委员会《天文学》编辑委员会（1980年），第499页
82. ↑  卡蘿.希倫布蘭德（2018年），伊斯蘭曆
83. ↑  Hughes（1885年），第355-356页
84. ↑  Fakhr-Rohani（2013年），第228页
85. ↑  Wood（1998年），第26页
86. ↑  Blackwell（2009年），第6页
87. ↑  Turner（2013年），第114页
88. ↑  Gudorf（2013年），第48页
89. ↑  马坚（2013年），第14页
90. ↑  Shah（2009年），第vi-vii页
91. ↑  Shah（2009年），第92页
92. ↑  Robinson（1999年），第119页
93. ↑  O'Neil（1976年），第47-48页
94. ↑  Elgvin（2025年），第74页
95. ↑  Afifi & Abbas（2022年），第14-15页
96. ↑  Salim & Azra（2003年），第175页
97. ↑  Reingold & Dershowitz（2002年），第xxvii页
98. ↑  Stowasser（2014年），第142页
99. ↑  Saral & Bahçecik（2020年），第34页
100. ↑  Lewis（2008年），第177页
101. ↑  . Renaissance.   [2016-01-08]. （原始内容存档于2013-09-23） （英语）.
102. ↑  . 印度之窗. 2011-03-18  [2017-07-06]. （原始内容存档于2020-05-07）.

## 外部連結
- 回曆與公曆的換算-中文百科在線 （页面存档备份，存于）
- 伊斯兰历、公历、农历对照表及转换系統 （页面存档备份，存于）
- 《伊斯蘭曆要解》 伊曆千年（元年-1440年）元旦與西曆、農曆日期對照表 （页面存档备份，存于）
- 《伊斯蘭曆要解》 伊曆五十年（1437-1484年）日曆與西曆、農曆、日曆對照表 （页面存档备份，存于）